# آخرین شاه‌لیر
آخرین شاه‌لیر (به انگلیسی: The Last Lear) فیلمی محصول سال ۲۰۰۸ و به کارگردانی ریتوپارنو گوش است. در این فیلم بازیگرانی همچون آمیتاب باچان، پریتی زینتا، آرجون رامپال، دیویا دوتا، شفالی شاه، جیشو سنگوپتا، پروسنجیت چاترجی ایفای نقش کرده‌اند.